# Библиография Лопе де Веги
Литературное наследие испанского писателя Лопе де Веги включает огромное количество произведений разных жанров. Одних только пьес Лопе написал, по некоторым данным, около 2200 (сохранилось около 440). Его перу принадлежат почти три тысячи сонетов, ряд поэм, романов и новелл. Об авторстве отдельных произведений у исследователей нет единого мнения.

## Пьесы
- Истинный любовник / El verdadero amante (написана в 1574/75)
- Подвиги Гарсиласо и мавр Тарфе / Les hechos de Garcilaso de la Vega y mоrо Tarie (написана в начале 1580-х годов)
- Вознаграждённая благосклонность (написана в 1593)
- Комедия Сан-Сегундо, Наставник Лукас, Наказанная Лусинда (написаны в 1594)
- Преследуемая Лаура, Верный слуга, Маркиз Мантуанский, Франсесилья («Французская булочка»), Лекарство от невзгод («Лекарство от невезения»), Красавица, неудачно вышедшая замуж («Неудачное замужество») (написаны в 1590-х годах)
- 1598: Драгонтея
- Империал Оттона, Арагонские турниры, Вдова, замужняя дама и девица (написаны в 1598)
- 1604: «I часть комедий Лопе де Вега»
- 1612: «Ночь в Толедо» (написана предположительно в 1605)
- 1614, «IV часть комедий Лопе де Вега»:
  - «Молодчик Каструччо» (написана до 1604)
  - «Периваньес и командор Оканьи» (написана примерно в 1609—1614)
- «Саламейский алькальд» / El alcalde de Zalamea (написана до 1610)
- 1615, «VI часть комедий Лопе де Вега»: «Умный у себя дома» (написана примерно между 1606 и 1613 годами)
- 1617, «IX часть комедий Лопе де Вега»:
  - «Уехавший остался дома» (написана предположительно в начале 1600-х годов)
  - «Причуды Белисы» (написана в 1608 году или немного раньше)
- Что случается в один день (написана в 1617)
- «Великий князь Московский и гонимый император» / El gran duque de Moscovia y el emperador perseguido (написана в 1617)
- Изобретательная влюблённая (написана предположительно между 1604 и 1618)
- 1618, «XI часть комедий Лопе де Вега»:
  - «Набережная в Севилье» (написана до 1604)
  - «Мадридские воды» (написана предположительно между 1606 и 1612)
  - «Собака на сене» (написана примерно в 1618)
- 1619: «Фуэнте Овехуна» (написана примерно в 1612—1614)
- 1620:
  - «XIII часть комедий Лопе де Вега»:
    - «Валенсианские безумцы» (написана, по одной из версий, в 1590-х годах)

  - «XIV часть комедий Лопе де Вега»:
    - «Валенсианская вдова» (написана в 1604)
    - Университетский шут (написана примерно в 1607)
- Лучший алькальд — король / El mejor alcalde, el rey (написана примерно в 1621)
- 1621: Прекрасная Эсфирь
- 1625, «XX часть комедий Лопе де Вега»:
  - «Верное вместо гадательного»
- «Граф Фернан Гонсалес и освобождение Кастильи» / El conde Fernan Gonzalez y la libertad de Castilla (написана в 1625)
- 1625/32: «Девушка с кувшином» (1500-я пьеса Лопе, по его словам)
- 1625/34: «Звезда Севильи» / La estrella de Sevilla
- «Без тайны нет и любви» (написана в 1626)
- Лес без любви / La selva sin amor (оперное либретто, написано в 1629)
- 1633, «XXIV часть комедий Лопе де Вега»: «Нет знатности без денег»
- 1634, отдельное издание: «Наказание — не мщение» (написана в 1631)
- 1635, «XXI часть комедий Лопе де Вега»:
  - «Глупая для других, умная для себя» / La boba para los otros y discreta para sí
  - «Награда за порядочность»
- 1647: «Раба своего возлюбленного» (дата написания неизвестна)
- 1653, коллективный сборник: Учитель танцев (написана в 1594)
- Девушка с кувшином / La moza de cántaro
- Дурочка / La dama boba
- Крестьянка из Хетафе / La villana de Getafe
- Кордовские кавалеры[1]
- Мстительница за женщин[2]
- Подвиги Белисы / Las bizarrias de Belisa (написана в 1634)
- Невзгоды — расплата за честь
- Пастораль Хасинто
- Королей создаёт Господь
- Отмщённая неблагодарность
- Простак из колледжа
- Наставник Лукас
- Невинная Лаура
- Каталонец-весельчак
- Дон Лопе де Кардона
- Валенсианское побережье

## Стихи и поэмы
Как известный поэт Лопе де Вега упоминается уже в 22 года (в романе Сервантеса «Галатея»). Он написал почти три тысячи сонетов, выходивших отдельными сборниками, и ряд поэм на мифологические и исторические темы.
Сборники стихов
- Стихи («Рифмы», «Созвучия») / Rimas (опубликованы в 1602)
- Житейские рифмы (первая часть опубликована в 1602, вторая — в 1604)
- Монологи / Soliloquious (1612),
- Священные стихи (опубликованы в 1614) / Rimas sacras

Поэмы
- Красота Анхелики (написана в 1588—1598, опубликована в 1602)
- Песнь о драконе (1598)
- Исидор Мадридский (опубликован в 1599)
- Завоёванный Иерусалим (1609)
- Андромеда (1621)
- Филомена (написана в 1621)
- Цирцея (1624)
- Трагический венец / Corona trágica (1627)
- Лавр Аполлона (Лавровый венок Аполлона) / El laurel de Apolo (опубликован в 1630)
- Амариллис / Amarilis (1633)
- Война котов / La gatomaquia (1634)
- Филлида / Fillis (1635)
- Золотой век / El siglo de oro (1635)

## Романы
- Аркадия (1598)
- Странник в своём отечестве (1604)
- Влюблённые пастухи (1612)
- Доротея / La Dorotea (1632)

## Новеллы
- Приключения Дианы
- Мученик чести
- Гусман Смелый
- Благоразумная месть

## Теоретические сочинения
- Новое руководство к сочинению комедий (1609)